# Racconti incompiuti
I Racconti incompiuti di Númenor e della Terra di Mezzo (o più sinteticamente Racconti incompiuti) sono una raccolta di racconti dello scrittore inglese J. R. R. Tolkien, pubblicata postuma nel 1980 dal figlio Christopher.
Alcuni dei racconti della raccolta non sono propriamente "incompiuti", poiché hanno una loro effettiva conclusione, mentre altri sono incompiuti e frammentari e hanno spesso richiesto l'intervento del curatore. Inoltre, si trovano racconti che espandono storie già presenti ne Il Silmarillion o ne Il Signore degli Anelli, qui pubblicate in una loro redazione più antica, o più sviluppata, con ulteriori particolari e approfondimenti.
Il libro è strutturato in quattro parti: la prima contiene i racconti incompiuti che riguardano la Prima Era, la seconda quelli della Seconda Era, la terza quelli della Terza Era e la quarta vari approfondimenti sui Drúedain, sugli Istari e sulle Palantíri.

## La trama

### La Prima Parte
Tratta due storie della Prima Era, ambientate nel Beleriand, al tempo della guerra di Elfi ed Edain contro Morgoth:
1. Tuor e il suo arrivo a Gondolin. Si narra della vita di Tuor fino al suo arrivo a Gondolin, la città nascosta degli Elfi, mandato dal Vala del mare Ulmo per salvarla dalla sua fine ormai prossima. Un'altra versione (completa), "La Caduta di Gondolin" si può trovare nel libro Racconti perduti, nonché nel Silmarillion, anche se in quest'ultimo caso molto breve e sintetica.
2. Narn I Hin Húrin. Si narra della vita di Túrin Turambar fino alla sua morte. Anche di questa storia si trovano versioni più corte nel Silmarillion o nei Racconti perduti, e una versione più lunga nel romanzo I figli di Húrin.

### La Seconda Parte
È incentrata principalmente sui Númenoreani e sugli Elfi nella Seconda Era:
1. Descrizione dell'isola di Númenor. Un trattato geografico sulla forma e le caratteristiche dell'isola di Númenor.
2. Aldarion ed Erendis o la moglie del marinaio. La storia del figlio del Re di Númenor Aldarion, diviso tra l'amore per sua moglie Erendis e quello per il mare.
3. Il lignaggio di Elros: Re di Númenor. L'elenco dei Re e delle Regine di Númenor, con particolari sulla vita d'ognuno di loro.
4. La storia di Galadriel e Celeborn e di Amroth re di Lórien. Un insieme di appunti frammentari tra loro, uniti dagli interventi del curatore, sulla storia di Galadriel e di Celeborn e sulla leggenda di Amroth.

### La Terza Parte
Sono approfondimenti di fatti della Terza Era che riguardano l'ambientazione de Il Signore degli Anelli:
1. Il disastro dei Campi Iridati. La cronaca della battaglia in cui Isildur morì e l'Unico Anello fu smarrito.
2. Cirion ed Eorl e l'amicizia di Gondor e Rohan. In questa storia si narra di come nacque l'alleanza di Gondor e Rohan e di come Cirion sovrintendente di Gondor donò i campi del Calenardhon a Eorl e al suo popolo, i Rohirrim, dopo che questi avevano salvato Gondor nella Battaglia del Campo di Celebrant.
3. La cerca di Erebor. Gandalf racconta a Frodo, Merry, Pipino e Gimli di come riuscì a organizzare il viaggio dei Nani in cui coinvolse anche Bilbo (episodio raccontato nell'opera Lo Hobbit).
4. La caccia all'Anello. Particolari raccontati da Gandalf a Frodo sul viaggio dei Nazgûl, su Saruman e sulla Contea.
5. La Battaglia dei Guadi dell'Isen. Come si svolsero le battaglie combattute da Théodred ed Éomer di Rohan contro gli eserciti di Saruman ai Guadi dell'Isen, prima della battaglia del Fosso di Helm.

### La Quarta Parte
Approfondimenti vari:
1. I Drúedain. Informazioni sul popolo discendente da Haleth.
2. Gli Istari. Le cronache sulla scelta, l'arrivo nella Terra di Mezzo, la vita, l'identità, l'operato e altri particolari sui Cinque Stregoni.
3. Le Palantíri.[1] Tutte le caratteristiche delle Pietre Veggenti di Gondor e Arnor.

Il volume è inoltre corredato da varie appendici e da esaurienti note.